# Greta Thunberg
Greta Tintin Eleonora Ernman Thunberg (ejtsd kb.: gréta tünber) (Stockholm, 2003. január 3. –) svéd éghajlatváltozás-aktivista. 2019-ben tett szert nemzetközi ismertségre, amikor több világkongresszuson és csúcstalálkozón is felszólalt, többek között az Egyesült Nemzetek Szervezetének egyik tárgyalásán is. 
Az aktivizmust 2018-ban kezdte el, amikor Stockholmban, a svéd parlament előtt sztrájkolt, hogy azt erőteljesebb fellépésre szólítsa fel a klímaváltozással szemben. Nemsokára egyre több diák csatlakozott hozzá, 2019-ben például több mint egymillióan vettek részt egy általa szervezett demonstráción. Megalapította továbbá az Iskolasztrájk az éghajlatért (Skolstrejk för klimatet) nevű nemzetközi mozgalmat is.
2019-ben a Time magazin az Év Emberének választotta.
Én nem panaszkodhatok, hogy engem nem hallgatnak meg, állandóan engem hallgatnak.

## Élete
Szülei Malena Ernman opera-énekesnő és Svante Thunberg menedzser, producer, apai nagyapja Olof Thunberg (1925–2020) színész-rendező.
A család már büszkélkedhet egy Nobel-díjassal: Greta ükanyjának unokatestvére Svante Arrhenius (1859–1927) a kémiait kapta meg 1903-ban „az elektrolitikus disszociáció elméletének kidolgozásáért.” Arrhenius az elsők között vizsgálta a szén-dioxid légkörbeli koncentrációjának hatását az éghajlatra – vagyis az üvegházhatást. Greta édesapja a neves rokon után kapta a Svante keresztnevet.
Greta saját bevallása szerint 8 éves korában hallott először az éghajlatváltozásról, és egy ideig ún. klímaszorongásban szenvedett. Később enyhe Asperger-szindrómát, szelektív mutizmust és obszesszív-kompulzív zavart (kényszerbetegség) diagnosztizáltak nála. Saját családját is környezettudatos életmódra ösztönözte. 2018 augusztusában, 15 éves korában a globális felmelegedés súlyosságát felismerve döntött úgy, hogy péntekenként nem megy iskolába, helyette egész nap a svéd parlament, a Riksdag előtt fog sztrájkolni, egészen a szeptemberben esedékes választásokig. Eleinte csak egyedül folytatta tevékenységét, később egyre több támogatója lett, amire a sajtó is felfigyelt.
A lány azóta híresség lett, főleg az ENSZ klímacsúcsán elmondott beszéde után. A davosi Világgazdasági Fórumra 32 órányi vonatozás árán jutott el, mert nem volt hajlandó a környezetszennyezőbb repülővel utazni. A 2019. szeptember 23-án New Yorkban megtartott ENSZ klímaváltozás-konferenciára pedig Londonból indulva egy vitorlás hajón kelt át az Atlanti-óceánon.
…nekem nem kell a maguk reménye. Nem akarom, hogy reménykedjenek. Azt akarom, hogy pánikoljanak! Azt akarom, hogy úgy érezzenek, ahogy én érzem magam mindennap. Ezután pedig azt akarom, hogy cselekedjenek… Azt akarom, hogy úgy cselekedjenek, mintha égne a házuk. Merthogy ég is.
2020-ban megkapta az egymillió dollárral járó portugál Gulbenkian-díjat, az indoklás szerint mert „képes volt mobilizálni a fiatal generációt a klímaváltozás elleni küzdelem érdekében, és állhatatos küzdelmet folytat a jelenlegi helyzet megváltoztatásáért”. A teljes összeget eladományozza olyan szervezeteknek és projekteknek, amelyek a frontvonalon dolgozó és az ökológiai válság által sújtott embereket segítik.
2020-ban folytatta működését. Január 21-én két beszédet is tartott a Világgazdasági Fórumon, és részt vett a The New York Times paneljében. Februárban az Oxfordi Egyetemen találkozott Malála Júszafzai afgán aktivistával a nők taníttatásáért, akit iskolás lányként a tálibok fejbe lőttek. Március 4-én az Európai Parlament környezetvédelmi bizottságával találkozott. 2020. március 13-án megjegyezte, hogy válság idején alkalmazkodunk az új körülményekhez, hogy a társadalomnak jobb legyen. 2020. augusztus 20-án Luisa Neubauer, Anuna de Wever van der Heyden és Adélaïde Charlier klímaaktivistákkal közösen találkozott Angela Merkel német kancellárral. 2020. augusztus 24-én visszaült az iskolapadba, de szeptember 25-én újra klímasztrájkot kezdeményezett. December 14-én a Twitteren kritizálta Új-Zéland kormányát, kevesellve az általa kitűzött szén-dioxid kibocsátási célt. December 29-én egy BBC-interjúban azt mondta, hogy a klímaaktivistákat nem hallgatják meg annak ellenére, hogy a járvány megmutatta, hogy a tudomány nélkül semmire sem megyünk.
2021-ben más klímaaktivistákkal együtt éves koncertsorozatot kezdeményezett, hogy felhívják a figyelmet a klímaváltozásra. Az első koncertet 2021 áprilisában tartották. Májusban változtatásra hívott fel az élelmiszer-termelésben, az állatok és élőhelyük védelmében. Véleménye szerint az élőhelyek lerombolása miatt törnek ki járványok állatokról emberekre terjedve. 2021 júliusában megkapta az oltást a COVID ellen, és ezzel együtt felhívta a figyelmet a vakcinák elosztásának egyenetlenségére. Augusztusban és szeptemberben a ruhaipart célozta meg egy Vogue Scandinavia-val készített interjúban, és a Twitteren is kritizálta az állati alapanyagok és a munkások kizsákmányolása miatt. Válaszul más vegánok arra mutattak rá, hogy Greta gyapjúból készült ruhát viselt, amit a People for the Ethical Treatment of Animals (PETA) szerint nem vett észre. Szeptember 28-án kritizálta a világ vezetőit, és számon kérte rajtuk ígéreteiket Milánóban a Youth4Climate Summiton.  Egy hónappal később részt vett egy tiltakozáson, amin arra kérte a pénzügyi befektetőket, hogy ne támogassák a fosszilis üzemanyagok használatát. A londoni tiltakozás része egy sorozatnak, ami végigvonul más városokon is, mint  New York City, San Francisco és Nairobi. Novemberben más klímaaktivistákkal együtt petíciót nyújtott be az ENSZ-hez, hogy hirdessen 3. szintű vészhelyzetet, és állítson fel egy klímacsapatot, ami nemzetközileg összehangolt választ nyújtana az éghajlat változására. 2021 decemberében Joe Bident kritizálta.
2022-ben elítélte a Beowulf brit bányászcég tervét, hogy a számik földjén vasbányát nyisson. Júliusban a Twitteren kritizálta az Európa Parlamentet, mivel a gázenergiát zöldnek nyilvánította. Szeptemberben saját országának kormányát célozta meg, hogy nem teszik meg a szükséges változásokat. Több, mint 600 más fiatallal be is perelte a kormányzatot mulasztásáért. Az őszi szünetben könyvét reklámozta, amely az Egyesült Királyságban 2022 október 27-én és Ausztráliában 2022 november 1-én jelent meg.
2025 júniusában Greta Thunberg részt vett a Freedom Flotilla Coalition által szervezett segélymisszióban, amelynek célja humanitárius segítségnyújtás volt a Gázai övezet számára. A brit zászló alatt közlekedő Madleen nevű hajó 2025. június 1-jén indult a szicíliai Cataniából, és a fedélzetén tizenkét civil aktivista, köztük Thunberg és Rima Hassan francia európai parlamenti képviselő tartózkodott. A szállítmány között gyermekélelmezési cikkek, orvosi felszerelések és pelenkák is voltak.
A hajó útját több napon át figyelte az izraeli haditengerészet. Június 8-án nemzetközi vizeken izraeli katonai egységek feltartóztatták a Madleen-t, majd Ashdod kikötőjébe kísérték. A Freedom Flotilla közleménye szerint az elfogás erőszakmentesen, de a nemzetközi tengeri jog megsértésével történt, míg az izraeli hatóságok az ország biztonsági érdekeire és a gázai tengeri blokádra hivatkoztak.
2025. június 28-án részt vett a Budapest Pride-on, ahol kijelentette, hogy „nem csak egy tüntetés, hanem a szeretet és önazonosság ünnepe is, a megakadályozására tett kísérlet pedig egy újabb fasiszta támadás az emberi jogok ellen.”.

## Magyarul megjelent művei
- Ég a házunk; többekkel, ford. Harrach Ágnes; Corvina, Bp., 2019

Több, mint száz szakértő közreműködésével készült, akik között vannak matematikusok, geofizikusok, óceanográfusok, meteorológusok, mérnökök, közgazdászok, történészek, filozófusok és őslakos vezetők. A szakértők esszéket írtak a könyvhöz az éghajlatváltozásról, amelyben szerepelnek Greta Thunberg írásai is, aki a könyv szerkesztője, de a szerzőjének számít. A könyv jogait Greta átadta az általa tett alapítványnak A könyv egy része kritikákkal online elérhető.